# Société Patrie
La Sociéte Sportive Patrie fou una entitat sociocultural i esportiva de Barcelona de la primera meitat del segle xx. Fou creat per la colònia francesa resident a Barcelona el gener de 1910 amb el nom de Sociedad Francesa de Preparación y Perfeccionamiento Militar Patrie.
Des de ben aviat la pràctica esportiva esdevingué una de les principals activitats de la societat. Se sap que el 21 de maig de 1911, al camp del carrer Muntaner, disputà el primer partit de rugbi documentat a la Catalunya Sud, on va vèncer el RCD Espanyol per 7 a 0. Altres esports practicats per la societat foren el futbol o el tennis.
La seva activitat més destacada fou la difusió del basquetbol, amb una secció masculina creada el 1922 i una de femenina creada el 1929. L'equip es proclamà quatre cops campió del Campionat de Catalunya i un de la Copa d'Espanya (1935). A l'equip hi destacaren jugadors com Raoul Arnaud, Armand Maunier i Fernando Font. L'activitat de la societat cessà durant la guerra civil i, a partir de 1939, el règim franquista prohibí totes les activitats del club per la seva afiliació francesa. La majoria dels seus jugadors ingressaren a l'Atlètic BBC de Sant Gervasi. El 1943 nasqué el Club Esportiu Hispano Francès, entitat que es pot considerar la continuació de la Societé Patrie.

## Palmarès
- 4 Campionat de Catalunya de bàsquet masculí: 1923, 1930, 1935, 1936
- 1 Copa espanyola de bàsquet masculina: 1934-35